# بينكني بينتون ستيوارت بينشباك
بينكني بينتون ستيوارت بينشباك (10 مايو 1837 - 21 ديسمبر 1921)، هو ناشر وسياسي أمريكي. خدم بينشباك كضابط في جيش الاتحاد، وكان أول أمريكي من أصل أفريقي يصبح حاكم لولاية أمريكية. شغل الجمهوري بينشباك منصب الحاكم الرابع والعشرين لولاية لويزيانا من 9 ديسمبر 1872 إلى 13 يناير 1873، وكان أحد أبرز المسؤولين الأمريكيين الإفريقيين خلال عصر إعادة الإعمار.
ولد بينكني حرًا في ماكون في جورجيا للخلاسية المحررة إليزا ستيوارت والمزارع الأبيض ويليام بينشباك. قام والده بتربية بينشباك الأصغر وإخوته في مزرعته الكبيرة في ميسيسيبي. ولكن بعد وفاة الوالد في عام 1848، أخذتهم الوالدة إلى ولاية أوهايو الحرة لضمان استمرار حريتهم. بعد بداية الحرب الأهلية الأمريكية، سافر بينشباك إلى نيو أورلينز المحتلة من قبل الاتحاد؛ حيث قام بإنشاء العديد من الشركات للحرس الأصلي الأول في لويزيانا، وأصبح أحد الأمريكيين الأفارقة القلائل الذين اختيروا ليكونوا ضباطًا في جيش الاتحاد.
بقي بينشباك في نيو أورلينز بعد الحرب الأهلية، وانضم للنشاطات السياسية للجمهوريين. فاز في انتخابات مجلس شيوخ ولاية لويزيانا عام 1868 وأصبح الرئيس المؤقت لمجلس شيوخ الولاية. أصبح نائب حاكم ولاية لويزيانا بالنيابة عند وفاة أوسكار دن في عام 1871 وعمل لفترة وجيزة حاكمًا لولاية لويزيانا بعد عزل هنري سي وارموث عن منصبه. كان بينشباك أول أمريكي من أصل أفريقي يشغل منصب حاكم في الولايات المتحدة، بينما كان الأمريكيون الأفارقة محرومين من حق التصويت في الجنوب في مطلع القرن العشرين. بقي بينشباك الأمريكي الأفريقي الوحيد الذي شغل منصب حاكم ولاية إلى أن أصبح إل دوغلاس وايلدر حاكمًا لفرجينيا في عام 1990. بعد انتخابات حكام لويزيانا المتنازع عليها عام 1872، انتخب المشرعون الجمهوريون بينشباك في مجلس الشيوخ الأمريكي. بسبب الجدل حول انتخابات 1872 في الولاية، والتي طعن فيها الديمقراطيون البيض، لم يجلس بينشباك أبدًا في الكونغرس.
عمل بينشباك كمندوب في مؤتمر لويزيانا الدستوري لعام 1879، حيث ساعد في الحصول على الدعم لتأسيس الجامعة الجنوبية. في تعيين جمهوري فيدرالي، عمل بينشباك كمشرف في دائرة الجمارك الأمريكية في نيو أورلينز من عام 1882 إلى عام 1885. لاحقًا، عمل مع رجال بارزين آخرين لتحدي الفصل العنصري في نظام النقل العام في لويزيانا؛ وهو ما أفضى إلى قضية ادعاء بليسي ضد فيرغسون التي وصلت للمحكمة العليا. هربًا من الاضطهاد العنصري المتزايد، انتقل مع عائلته إلى واشنطن العاصمة في عام 1892، حيث كانوا من بين النخبة الملونة. توفي بينشباك في واشنطن العاصمة عام 1921.

## الإرث
كان بينشباك وزوجته أجداد جان تومر من طرف الأم. عادت ابنتهما نينا بينشباك تومر للعيش مع والديها بعد أن تخلى عنها زوجها عندما كان جان رضيعًا. ساعد الجدان في تربية جان إلى أن التحق بالمدرسة في واشنطن العاصمة. بعد زواج والدته، انتقلوا إلى نيو روتشيل في نيويورك. عاد إلى جده وجدته بعد وفاة والدته عام 1909، ليلتحق بمدرسة إم ستريت الأكاديمية. فيما بعد، أصبح تومر شاعر وكاتب حداثوي بارز في نيويورك خلال نهضة هارلم.
لم يشغل أي أمريكي أفريقي آخر منصب حاكم ولاية حتى عام 1990. في عام 1989، انتُخِب  دوغلاس وايلدر من ولاية فرجينيا ليصبح أول حاكم منتخب (وثاني حاكم ولاية من أصل أفريقي). انتُخِب ديفال باتريك كحاكم لولاية ماساتشوستس في عام 2006، حيث خدم من يناير 2007 إلى يناير 2015. أصبح ديفيد باترسون من نيويورك رابع حاكم أمريكي من أصل أفريقي في 17 مارس 2008، وذلك عندما تولى منصبه بعد استقالة إليوت سبيتزر.